# Чемпион мира по шахматной композиции
Чемпион мира по шахматной композиции — победитель одного из следующих соревнований:
- Чемпионат мира по шахматной композиции (личный) — WCCI[1]
- Чемпионат мира по шахматной композиции (командный) — WCCT[2]
- Чемпионат мира по решению шахматных композиций (личный) — звание чемпиона присуждается участнику WCSC, набравшему наивысшую сумму баллов, без учёта командных результатов[3]
- Чемпионат мира по решению шахматных композиций (командный) — WCSC[3]